# Kaizers Orchestra

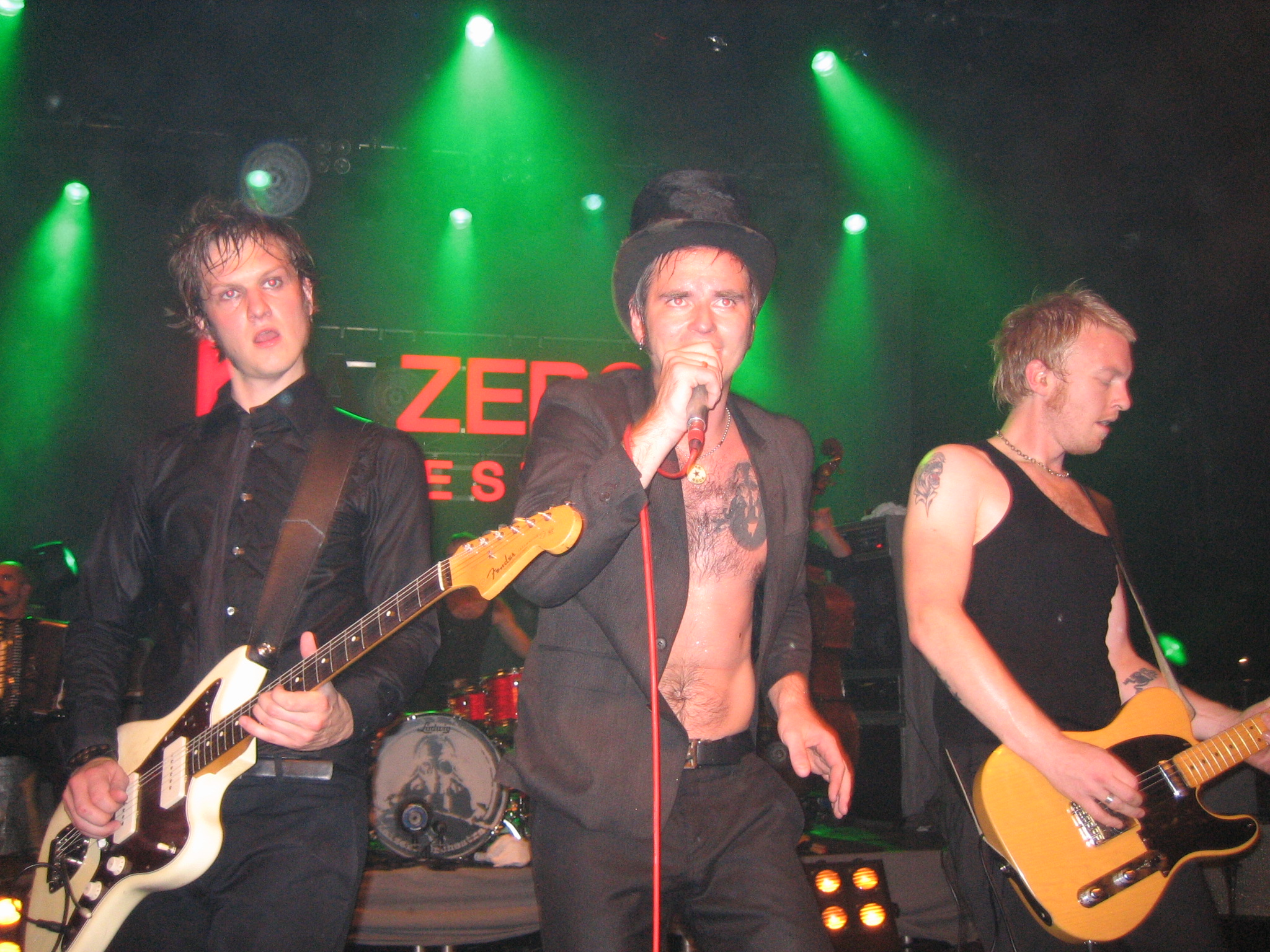
Kaizers Orchestra na koncertu

Kaizers Orchestra je norská rocková kapela spojující ve své hudbě prvky punku, rock 'n' rollu, tradičního skandinávského folku a balajky. Sami jako hudební vzor uvádějí Toma Waitse, východoevropskou a cikánskou muziku a tradiční norský styl Ompa (Humppa). Nabízelo by se přirovnání k Leningrad Cowboys, ale Kaizers Orchestra znějí mnohem syrověji a energičtěji. Věhlas jim přinesla právě především jejich živá vystoupení.

## Styl hudby
Samotné složení kapely je zajímavé. Zpěv, dvě kytary, bicí, klasický kontrabas a skandinávské piano (vytváří zvuk podobný tahací harmonice). Skupina navíc doprovází svá představení perkusemi ve stylu Stomp a zpívají ve své rodné řeči, norštině.

## Historie
Kapelu založili v roce 2000 zpěvák Janove Ottesen a kytarista Geir Zahl, kteří spolu již od roku 1991 hráli v kapele Blod, Snått & Juling. První album „Ompa til du dø“ (Humppa dokud neumřeš) vyšlo v roce 2001 v undergroundovém vydavatelství Broiler Farm a hned získalo jak ohlas kritiky tak posluchačů od Norska až po Nizozemí. Druhé album „Evig Pint“ vyšlo hned v roce 2002.
Na třetí album „Maestro“ si fanoušci museli počkat až do roku 2005. Album, které vyšlo u německého labelu Universal a na které si kapela vzala čas tři roky, je propracovanější. Velkou popularitu sklidilo především ve Skandinávii, v Nizozemí a Belgii a v německy mluvících zemích.
Po úspěšném turné kapela podepsala smlouvu se Sony BMG a 18. února 2008 se očekává vydání nového alba „Maskineri“.

## Složení kapely
- Janove „The Jackal“ Kaizer - zpěv
- Geir „Hellraizer“ Kaizer – kytara, doprovodný zpěv, perkuse
- Terje „Killmaster“ Kaizer – kytara, doprovodný zpěv, perkuse
- Helge "Omen“ Kaizer – skandinávské varhany, perkuse
- Rune „Mink“ Kaizer - bicí
- Øyvind „Tunder“ Kaizer - kontrabas

## Diskografie
- Ompa til du dør (2001)
- Evig pint (2003)
- Maestro (2005)
- Live at Vega (2006)
- Maskineri (2008)
- Våre demoner (2009)
- Violeta Violeta Vol. 1 (2011)
- Violeta Violeta Vol. 2 (2011)
- Violeta Violeta Vol. 3 (2012)